# Colom bronzat crestat
El colom bronzat crestat (Ocyphaps lophotes) és una espècie d'ocell de la família dels colúmbids (Columbidae) i única espècie del gènere Ocyphaps (Gray, GR, 1842). Habita planures obertes i zones esguitades d'arbres, relativament prop de l'aigua a la major part d'Austràlia.